# Jhargram
Jhargram (bengalisch ঝাড়গ্রাম Jhaṛgrām) ist eine Stadt im indischen Bundesstaat Westbengalen.
Die Stadt ist Hauptort des 2017 gegründeten Distrikt Jhargram. Jhargram hat den Status einer Municipality. Die Stadt ist in 17 Wards gegliedert.

## Demografie
Die Einwohnerzahl der Stadt liegt laut der Volkszählung von 2011 bei 61.712. Jhargram hat ein Geschlechterverhältnis von 999 Frauen pro 1000 Männer und damit einen für Indien üblichen Männerüberschuss. Die Alphabetisierungsrate lag bei 88,5 % im Jahr 2011. Knapp 95 % der Bevölkerung sind Hindus, ca. 2 % sind Muslime und ca. 3 % gehören einer anderen oder keiner Religion an. 8,7 % der Bevölkerung sind Kinder unter 6 Jahren. Bengali ist die Hauptsprache in und um die Stadt.

## Infrastruktur
Der Bahnhof von Jhargram befindet sich auf dem Abschnitt Kharagpur-Tatanagar der Schnellzugstrecke Haora-Nagpur-Mumbai. Die Stadt ist auch mit mehreren Highways verbunden.